# Chupio (Michoacán)
Chupio (Domínguez y Moreno) es una localidad perteneciente al municipio de Tacámbaro, en el estado de Michoacán de Ocampo (México). En la lista de los lugares más poblados de todo el municipio, ostenta el puesto número 4 del ranking. Está situado a 1, 175 metros de altitud sobre el nivel del mar. Sus coordenadas geográficas son: Latitud: 19.1833. Longitud: -101.45.

## Toponimia
Proviene del idioma tarasco Chupi-o, que significa “Lugar de Fuego.” También de la palabra “Chupiri,” que significa “Lugar de Fuego o Lumbre.” En términos generales, se hace alusión a un sitio mitológico en donde se daba culto a la deidad del fuego. Finalmente, otra de las variantes del vocablo Chupio tiene el equivalente a “Lugar de Conchas.”

## Demografía
La localidad cuenta con 2, 516 habitantes, de los cuales 1, 273 son mujeres y 1, 243 son hombres. La población empleada mayor de 18 años es de 37.84%. En esta tenencia, se observa mayor fuerza laboral en los hombres, ocupando el 51.65% del total de trabajadores. Las mujeres, por su parte, ocupan el 24.35% del total.
Del 100% de las viviendas de esta comunidad, el 98.66% cuentan con electricidad; 99.11% de los hogares cuenta con servicio de agua potable entubada; 97.32% poseen sanitarios o excusados. El trabajo agrícola, base económica de Chupio, permite al 62.80% de sus habitantes contar con servicio de radio; al 90.03% contar con una televisión; al 88.24% contar con un refrigerador; al 66.22% poseer una lavadora; al 42.11% contar con un automóvil; y al 16.82% poseer una computadora, Tablet o Lap-Top.

## Historia
Desde el inicio de la Conquista (Siglo XVI), la hacienda de Chupio se mantuvo en propiedad de la familia Oñate. Es decir, de los descendientes del conquistador y fundador de Tacámbaro, Cristóbal de Oñate. En 1765 nuevamente se hace presente en la historiografía del municipio de Tacámbaro, ello debido a una inspección realizada por las autoridades virreinales de ese entonces, en la que se aduce que a ésta pertenecían 246 personas de vecindario, contando además con una capilla y los ornamentos precisos para celebrar misas.
A partir de entonces comienza un relativo vacío de información, y es hasta los comienzos del siglo XX cuando el empresario de origen español, Luis Bermejillo Martínez y Negrete, adquiere esta propiedad con una extensión aproximada de 4, 019 hectáreas. Basta decir que desde sus inicios y hasta su desaparición, la finca se dedicó al cultivo y producción de la caña de azúcar, principalmente. 
Tras la culminación de la Revolución Mexicana, en la localidad se hicieron patentes nuevas ideas acerca de la tenencia de la tierra. Fue así como el propietario de la finca, Luis Bermejillo, decidió formar el Sindicato Fraternal de Obreros y Campesinos de las haciendas de Pedernales y Chupio, con el fin de frenar la dotación agraria que la Constitución Política de 1917 propugnaba. Las dificultades que presentó para los agraristas esta nueva organización, más las guardias blancas emanadas de la Guerra Cristera, provocaron el asesinato de los llamados mártires de Chupio: aquellos campesinos que comenzaron con el movimiento armado para la repartición de las tierras, en 1932. No obstante, durante el periodo Cardenista (1934-1940) se llevaron a cabo las dotaciones de tierras dando inicio al ejido Domínguez y Moreno de Chupio.